# لیلا استار
لیلا استار (انگلیسی: Lela Star؛ زاده ۱۳ ژوئن ۱۹۸۵) بازیگر پورنوگرافی و مدل بزرگسالان اهل ایالات متحده آمریکا است. وی به دلیل بازی در نقش پرستار سکسی با جانی سینز به شهرت رسید.

## زندگی‌نامه
لیلا استار در میامی بزرگ شد. قبل از فیلمبرداری فیلم‌های پورن، او در یک فروشگاه مواد غذایی کار می‌کرد و پس از آن شروع به بازی در پورن آماتور کرد. بعداً به لس آنجلس نقل مکان کرد. اولین حضور او در پورن در ۶ آوریل ۲۰۰۶ در صحنه ای با اد پاورز در فیلم "Debutantes کثیف ۳۴۷" انجام شد، این اولین تجربه او از رابطه مقعدی بود. جیم ساوث نماینده او شد و باری لگال برای اولین بار آن را تولید کرد. از آن زمان، او در فیلم‌هایی مانند Babyface, Sprung a Leak 2 و Flesh Hunter 9 به ستاره تبدیل شد. دومین صحنه مقعدی او در فیلم Pinup Perversions در سال ۲۰۰۸ بود و به دنبال آن دو فیلم دیگر در سال ۲۰۱۱ ساخته شد: Lex the Impaler 7 و Anal Delight 2. در ۱۴ جولای ۲۰۱۰، لیلا در مصاحبه ای با هاوارد استرن گفت که از رابطه مقعدی خوشش نمی‌آید.
در آگوست ۲۰۱۱، لیلا استار از طریق توییتر اعلام کرد که با بازیگر کوبایی لوساک ازدواج کرده و از حرفه پورنو خود کناره‌گیری می‌کند. او یک پسر داشت که نامش را لورلین گذاشتند.
در ۲ آگوست ۲۰۱۴، لیلا استار به پورن بازگشت و در Brazzers بازی کرد.
در سال ۲۰۱۸، او در کمپین کانیه وست برای تبلیغ خط لباس Yeezy خود شرکت کرد.
از سال ۲۰۱۹، او در ۲۵۰ فیلم پورنو بازی کرده است.

## جوایز و نامزدها
- جایزه AVN 2007 - بهترین صحنه جنسی "Erotica XXX 12" (با ریکی آگیلار)[۶]
- جوایز FAME 2007 - جذاب‌ترین چهره[۷]
- 2008 Twistys - مدل جولای
- 2008 AVN - بهترین اولین کار
- جایزه AVN 2009 - بهترین صحنه گروهی "King Cobra" [11]
- نامزدی جایزه AVN 2010 - بهترین صحنه جنسی گروهی دخترانه - فوتبال نه دوشنبه شب XXX (با یوریزان بلتران، آلیسا ریس و مای لی)[۸]
- نامزدی جایزه AVN 2011 - بهترین صحنه جنسی گروهی - Out Numbered 5[۹]